# هيلين كرايغ (كاتبة)
هيلين كرايغ (بالإنجليزية: Helen Craig)‏ هي كاتِبة ورسامة توضيحية بريطانية، ولدت في 30 أغسطس 1934 في لندن في المملكة المتحدة.

## وصلات خارجية
- هيلين كرايغ على موقع ميوزك برينز (الإنجليزية)